# 白質
白質（英語：White matter），是指中樞神經系統中主要由被髓鞘包覆的神經軸突（可形成神經束）所組成的區域。
大腦剖面中的白質組織是由大量的髓磷脂（脂質）組成，在裸視觀察下呈現粉紅白。
白質控制著神經元共享的訊號，協調腦區之間的正常運作。人類到了約二十歲時，白質才會在不同腦區逐漸發育完全，而其生長的時機與成熟程度，會影響到學習、自我控制與精神疾病，例如精神分裂、自閉症與病態性說謊，青少年的「年少輕狂」的原因之一也是由於白質未發育完全。

## 組成與功能
現在科學家利用一種新的造影技術觀察人類的腦部，其中白質幾乎填滿了半個大腦。白質由數百萬條「溝通管線」組成，管線裡包覆著一根長長的軸突（又稱突起），管線外包覆著稱為髓磷脂的白色脂質，而這些「白色纜線」的功能是負責溝通不同腦區的灰質（神經元）、在神經元間傳遞動作電位。髓磷脂幾乎包覆了整個神經纖維，功能是作為神經傳導的「絕緣體」，根據研究，當絕緣層厚度與其包覆的神經纖維粗細成一定比例－－3：5時，可以達到最快的傳導速度。
如果以長途電話比喻灰質，白質就是將其彼此相連結的海底電纜線，而髓磷脂就是防止海底電纜線因接觸海水而漏電的絕緣材料。

## 影響
髓鞘發育不全或萎縮可能是造成許多疾病的原因，也可能是神經元間溝通不良的結果。

### 疾病
白質異常的相關疾病非常多，已知的疾病包括多發性硬化症、腦性麻痺、亞歷山大症，其他仍在研究的則有閱讀障礙、音癡、精神分裂症、注意力不足過動症、躁鬱症、語言障礙、自閉症等，其也與因老化、阿茲海默症、甚至罹患病態性說謊而認知衰退的患者有關。
以音癡（tone deafness）為例，是分析聲音的高層次皮質中枢出錯所致，加拿大麦吉尔大學（McGill University）的心理學家海德（Kristi L. Hyde）發現，音癡的人右前腦特定神經纖維束的白質比一般人少。美國耶魯大學賈可布森（Leslie K. Jacobsen）進一步指出，在胚胎發育末期或青春期，這條神經纖維束正在形成髓鞘，此時若暴露於吸菸環境，則會干擾白質的形成，而腦掃描的新技術擴散張量照影（DTI）觀察到，這個結構與聽覺測式的表現有直接關聯。調節寡突細胞發育的受體，已知會受到尼古丁的影響；髓鞘形成關鍵時期暴露於環境因子，可造成終生的影響。

### 學習與發育
2005年，名鋼琴家烏蘭（Fredrik Ullén）與同事利用DTI來研究職業鋼琴家的腦部，發現職業鋼琴家的某些白質區遠比非音樂家來得發達，而這些白質區所連結的大腦皮質部位，是那些協調手指運動的重要腦區，以及與創造音樂有關的其他認知腦區。烏蘭還發現，每日練琴時間越長的鋼琴家，這些白質束的DTI訊號就越強，軸突髓鞘越厚越緊密。
辛辛那提兒童醫院的神經科學家許密得霍斯特（Vincent J. Schmithorst）進行的另一項DTI研究似乎也與上述研究相呼應。他比較5~18歲孩童的白質之後，發現高度發展的白質構造與高IQ有直接關係。
烏蘭的研究還有另一項發現：越早學習樂器的人，整個腦子的白質構造越是高度發展。青春期之後才學習樂器的人，只會增加前腦白質的發育程度，因為只剩前腦還在形成髓鞘。這個發現意味著，在某種程度上，神經纖維的髓鞘絕緣，限定了學習新技巧的年齡，這是進行或起碼是輕易進行某種學習的機會之窗或關鍵期。